# タカラトミーフィールドテック
株式会社タカラトミーフィールドテック（英: T-FIELDTEC Company, Ltd.）は、日本のイベント企画会社。玩具メーカー・タカラトミーの子会社である。

## 概要
旧・タカラがコナミ（後のコナミホールディングス）傘下だった2002年にタカラモバイルエンタテインメント株式会社として設立された。モバイル放送のチャンネルの一つ『TAKARAND』を運営する他、携帯電話向けのソフト開発やサイト運営、ネットワークゲーム「リカちゃんタウンオンライン」の運営など、デジタルコンテンツの複合展開を行っていた。
2005年にタカラがインデックス傘下になり、トミーとの経営統合を行うにあたり、「TAKARA」・「TOMY」の「T2」と「index」の頭文字から取った「T2iエンターテイメント」に変更。2006年3月にタカラが同業のトミーと合併して以降はタカラトミーとインデックスのコンテンツ事業戦略を担う子会社となる。2009年10月、株式会社タカラトミーエンタメディアに商号変更。
2015年7月1日、グループ内の事業再編により株式会社タカラトミーフィールドテックに社名を変更。これに先立って4月1日付で創業以来の中心事業であったデジタルコンテンツ関連事業をタカラトミーアイビスに譲渡しており、社名変更後はトミカ博などのイベント企画・開催やマーケティングが中心事業となる。

## 不祥事
2014年6月25日に、取引先企業の代理人から「実体のない取引があった」と申し出があった。
これを受けてタカラトミーは社内に調査委員会を設置し、2014年8月8日に調査結果を公表。タカラトミーエンタメディアは2012年4月から取引先企業と循環取引を行っていたことが判明し、タカラトミーエンタメディアは新規取引先の与信チェックを組織的に行う体制が整備されておらず、担当者任せであったこと、コンプライアンスが不徹底であったことも明らかとなった。同時にタカラトミーは、コンプライアンスの徹底、グループ会社管理体制の強化、内部通報制度の更なる周知、人事ローテーションの導入等の再発防止策を発表した。このため、2015年3月期決算は単体では3億6300万円の最終赤字となった他、タカラトミー本体の2015年3月期連結決算に於いてもこの件に関する特別損失として2億1400万円を計上した。

## 関連作品
- 超生命体トランスフォーマー ビーストウォーズリターンズ（製作著作）